# Israel Vibration
Israel Vibration is een Jamaicaanse rootsreggaeband.

## Biografie

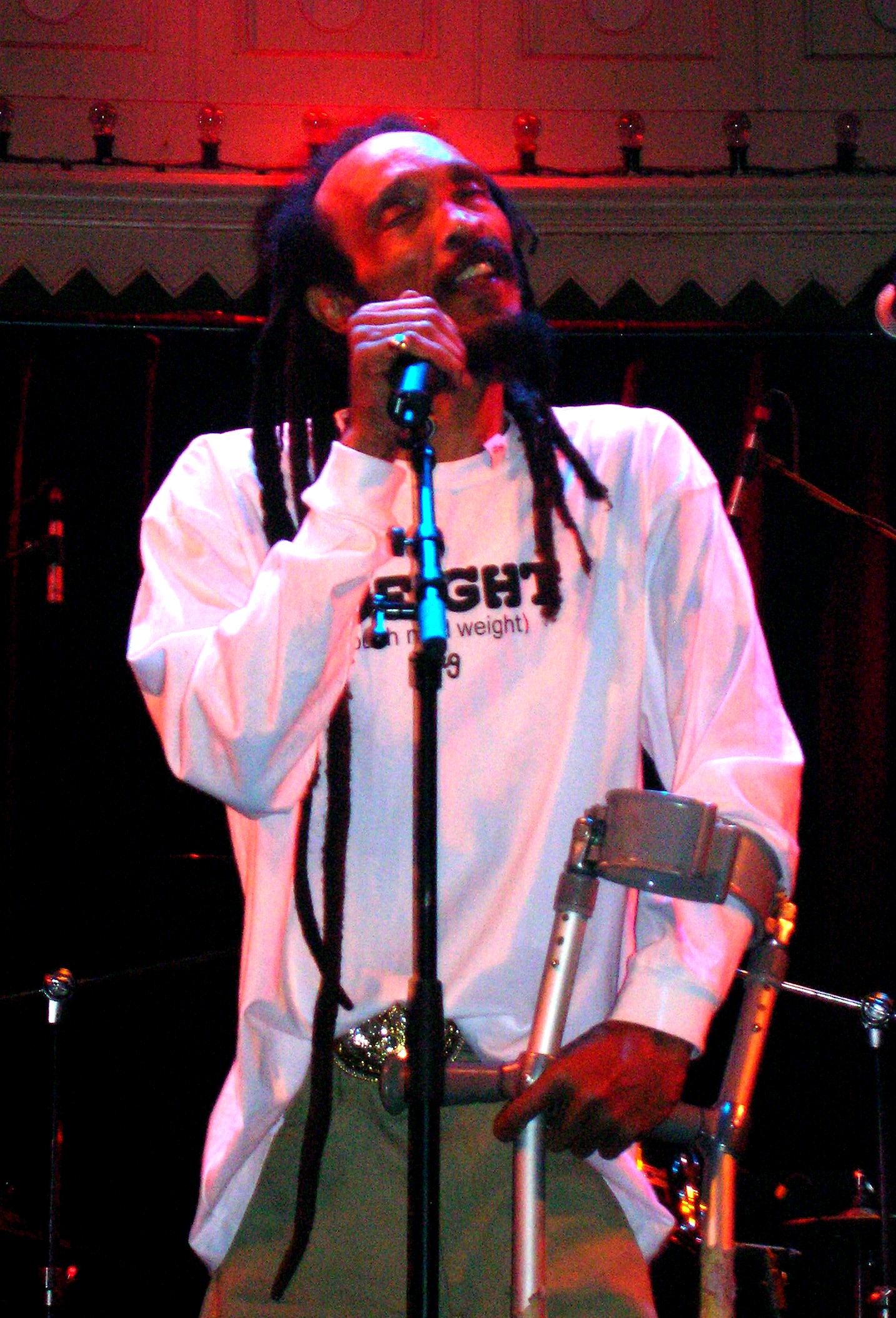
Skelly in 2006

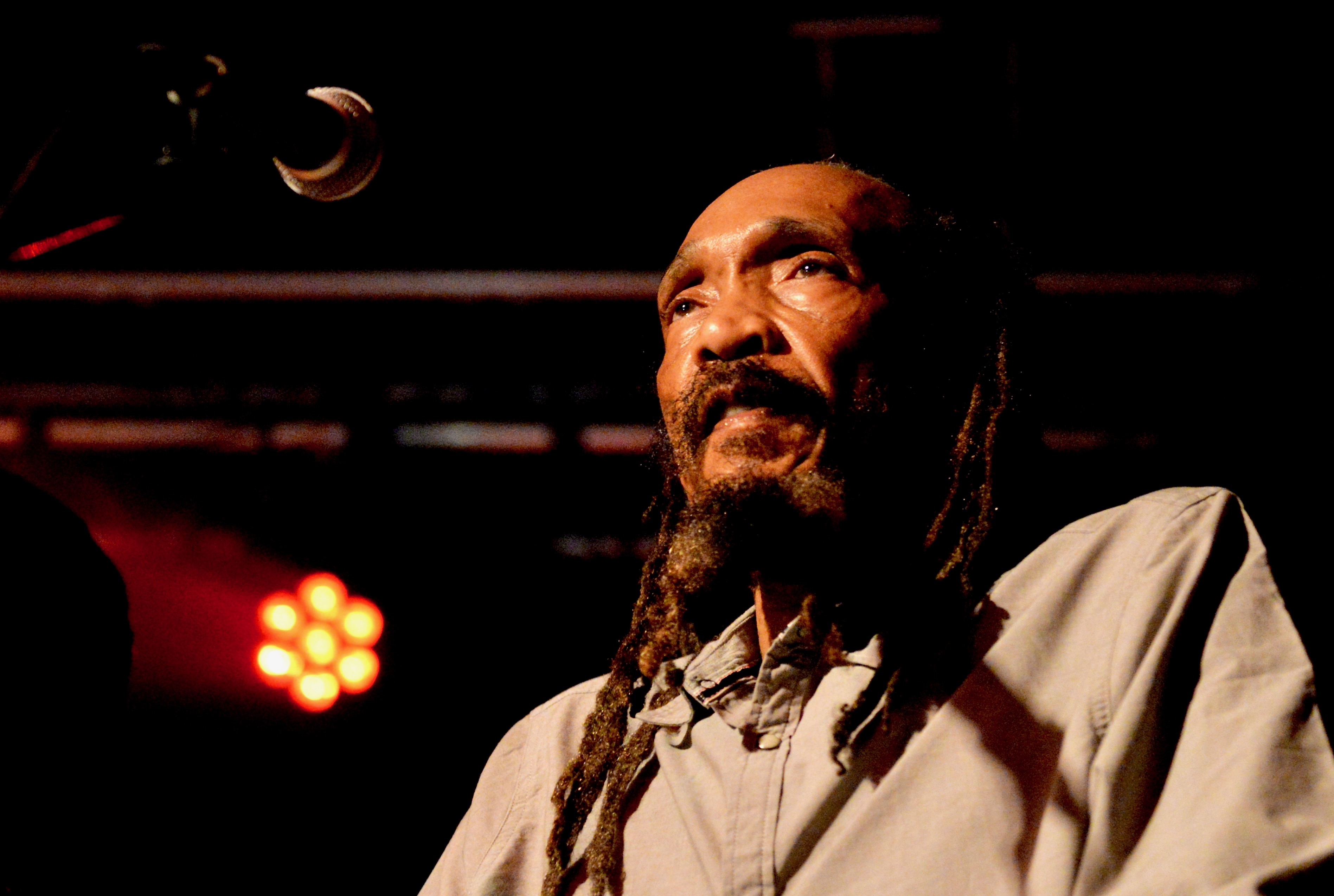
Skelly in 2018

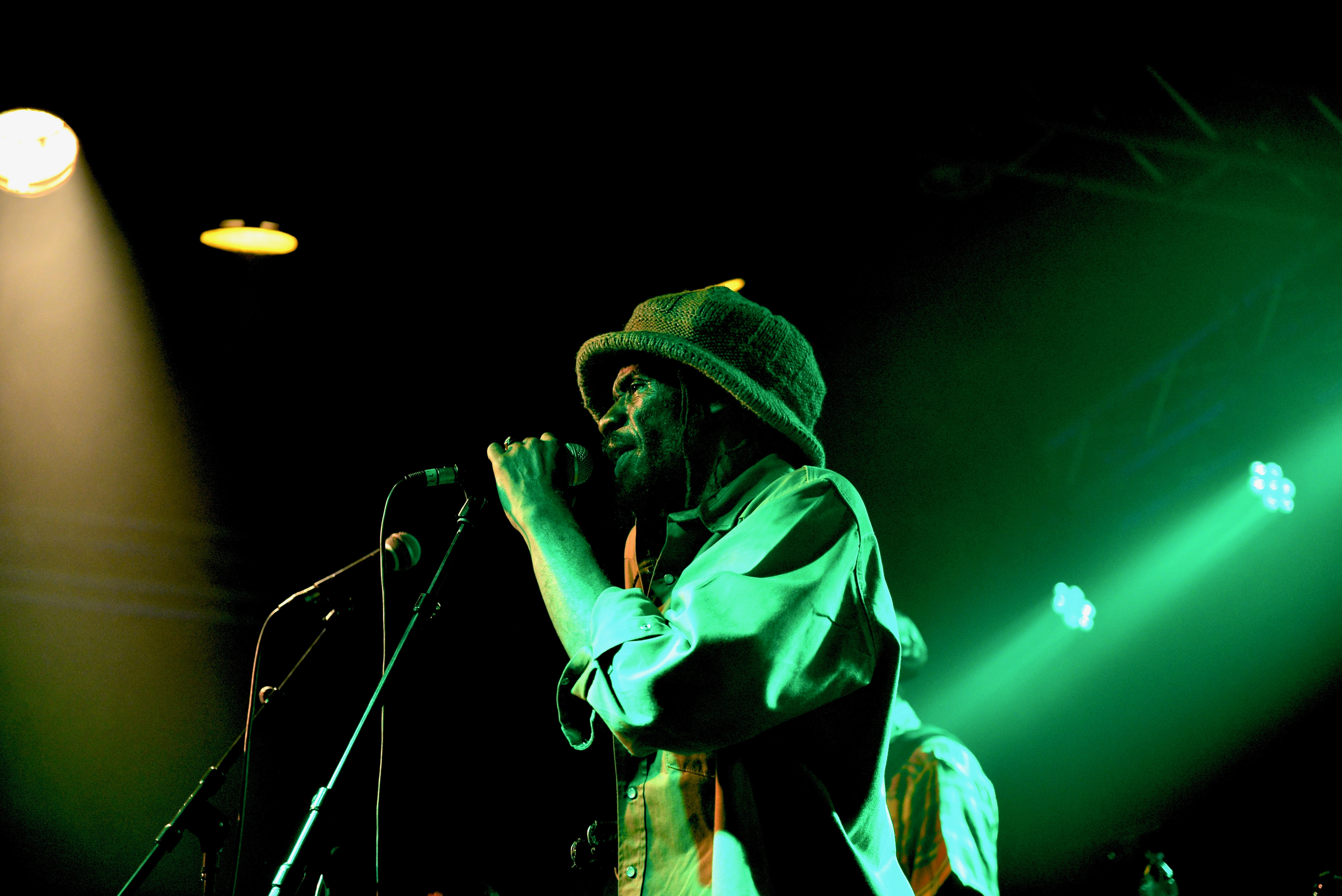
Wiss in 2018

Zangers Cecil Spence (Skelly), Albert Craig (Apple) en Lacelle Bulgin (Wiss) ontmoeten elkaar in een herstellingsoord "Mona Rehabilitation Centre in Kingston", waar zij verbleven voor een behandeling om van een polio-besmetting te genezen. Ondanks ziekte en armoede gaven ze de moed niet op en dankzij het Rastafari-geloof begonnen ze liedjes te schrijven en te zingen. Hoewel het trio eind jaren zeventig internationaal succes had met onder meer de hit "The Same Song" gingen ze in 1983 uit elkaar.
Onder invloed van Ras Records-president Doctor Dread vond er een reünie plaats. Sinds die tijd worden de cd's opgenomen met Jamaica's sessieband The Roots Radics. Israel Vibration combineert zijn traditionele rootsreggae met reggae trends van recenter datum zoals dancehall. Tegenwoordig bestaat Israel Vibration nog alleen uit Lacelle Bulgin (Wiss). RIP Cecil Spence (Skelly) 26/8/2022 en Apple 23/3/2020.

## Discografie
- The Same Song (1978)
- Unconquered People (1980)
- Why You So Craven (1981)
- Strength of My Life (1989)
- Dub Vibration: Israel Vibration in Dub (1990)
- Praises (1990)
- Forever (1991)
- Vibes Alive (1992)
- IV (1993)
- I.V.D.U.B. (1994)
- Survive (1995)
- On the Rock (1995)
- Dub the Rock (1995)
- Sugar Me (1995)
- Israel Dub (1996)
- Free to Move (1996)
- Live Again! (1997)
- Pay the Piper (1999)
- Practice What Jah Teach (1999)
- Jericho (2000)
- Dub Combo (2001)
- Fighting Soldiers (2003)
- On The Strength Of Trinity Live 95 (2003)
- Live & Jammin (2003)
- Stamina (2007)
- Reggae Knights (2010)

## Dvd
- Reggae in Holyland
- Live & Jamming
- live at rockpalast